# 408 Fama
408 Fama è un asteroide della fascia principale del diametro medio di circa 40,81 km. Scoperto nel 1895, presenta un'orbita caratterizzata da un semiasse maggiore pari a 3,1687458 UA e da un'eccentricità di 0,1379794, inclinata di 9,10517° rispetto all'eclittica.
Il suo nome è dedicato all'omonima figura della mitologia romana, personificazione della voce pubblica.